# Erna Larsen
Erna Larsen (19 april 1928 - 28 juli 2013) was een schaatsster uit Noorwegen.

## Resultaten

### Wereldkampioenschappen
| Jaar | Jaar     | Plaats    | Resultaten       | Resultaten                               |
| ---- | -------- | --------- | ---------------- | ---------------------------------------- |
| 1947 | Allround | Drammen   | 8e Allround      | 8e 500 m 9e 1000 m 8e 3000 m 9e 5000 m   |
| 1948 | Allround | Turku     | Niet deelgenomen | Niet deelgenomen                         |
| 1949 | Allround | Kongsberg | - Allround       | 13e 500 m 13e 1000 m 20e 3000 m - 5000 m |

### Noorse kampioenschappen
| Jaar | Resultaten   | Resultaten                                |
| ---- | ------------ | ----------------------------------------- |
| 1947 | 11e Allround | 9e 500 m 11e 1000 m 13e 1500 m 11e 3000 m |
| 1948 | 8e Allround  | 4e 500 m 7e 1000 m 8e 1500 m 8e 3000 m    |
| 1949 | 4e Allround  | 2e 500 m 3e 1000 m 6e 1500 m 9e 3000 m    |
| 1950 | 4e Allround  | 2e 500 m 4e 1000 m 5e 1500 m 7e 3000 m    |
| 1951 | 7e Allround  | 6e 500 m 8e 1000 m 5e 1500 m 7e 3000 m    |

## Persoonlijke records
| Afstand    | Tijd     | Datum            | Baan    |
| ---------- | -------- | ---------------- | ------- |
| 500 meter  | 52,40    | 25 februari 1950 | Gjøvik  |
| 1000 meter | 1.53,00  | 25 februari 1950 | Gjøvik  |
| 1500 meter | 2.57,20  | 25 februari 1950 | Gjøvik  |
| 3000 meter | 6.25,50  | 25 februari 1950 | Gjøvik  |
| 5000 meter | 11.57,50 | 8 februari 1947  | Drammen |